# Fraaie erwtenmossel
De fraaie erwtenmossel (Euglesa pulchella, synoniem: Pisidium pulchellum) is een zoetwater tweekleppigensoort uit de familie van de Sphaeriidae. De wetenschappelijke naam van de soort werd in 1832 voor het eerst geldig gepubliceerd door Jenyns.

## Beschrijving
De 3,5-4 mm grote schuin-ovale schelp van de fraaie erwtenmossel is gezwollen. De umbo's zijn breed goed en ruim achter het middelpunt. Het oppervlak (periostracum) is glanzend met regelmatige concentrische ribbels. De kleur is grijs tot crème getint en roze of oranje aan de binnenzijde.
Euglesa:
casertana · 
compressa · 
conventus · 
edlaueri · 
globularis · 
henslowana · 
hinzi · 
lilljeborgi · 
maasseni · 
pulchella · 
subtruncata · 
waldeni

Odhneripisidium:
annandalei · 
moitessierianum · 
stewarti · 
tenuilineatum

Musculium:
lacustre · 
†subtile · 
transversum

Pisidium:
amnicum · 
†clessini · 
hibernicum · 
milium · 
nitidum · 
obtusalis · 
obtusale obtusale · 
obtusale lapponicum · 
personatum · 
pseudosphaerium · 
supinum

Sphaerium:
asiaticum · 
corneum · 
†icenicum · 
nitidum · 
nucleus · 
ovale · 
rivicola · 
†rosmalense · 
solidum · 
†subsolidum